# محوطه چشمه جانو
محوطه چشمه جانو مربوط به دوران پیش از تاریخ ایران باستان تا دوران‌های تاریخی پس از اسلام است و در شهرستان شاهرود، بخش میامی، روستای دشت شاد واقع شده و این اثر در تاریخ ۱۰ دی ۱۳۸۱ با شمارهٔ ثبت ۶۵۹۳ به‌عنوان یکی از آثار ملی ایران به ثبت رسیده است.